# Nybro Vikings IF
Nybro Vikings IF er en svensk ishockeyklub fra Nybro i Småland. Klubben spiller i HockeyAllsvenskan, den næsthøjeste liga i svensk ishockey, og har hjemmebane i Liljas Arena.

## Historie
Klubben regner 1946 som sit stiftelsesår, da den tidligere bandyklub IK Ymer for første gang deltog i ishockeyens turneringsspil. I 1955 blev IK Ymer en del af Nybro IF, og i 1998 blev den en selvstændig forening under navnet Nybro IF Hockey. Siden 2002 har klubben heddet Nybro Vikings IF.
Nybro spillede i Sveriges højeste liga, Division I, i sæsonerne 1968–69 og 1969–70. I moderne tid har klubben hovedsageligt spillet i HockeyAllsvenskan og HockeyEttan.

## De seneste sæsoner
Efter flere sæsoner i HockeyEttan lykkedes det Nybro Vikings at rykke op til HockeyAllsvenskan i 2023 efter en succesfuld Kvalserie.
I sæsonen 2023–24 sluttede holdet på 8. pladsen i grundspillet og nåede kvartfinalerne i slutspillet. I 2024–25 blev de nummer 9 og blev elimineret i ottendedelsfinalen.

## Arena
Liljas Arena, tidligere kendt som Victoriahallen, blev bygget i 1963 og har plads til 2.380 tilskuere. Den er blandt de ældste ishockeyarenaer i Sverige.

## Spillere
Holdet har haft flere profiler i nyere tid. Blandt de mest fremtrædende i sæsonen 2024–25 var:
- Juho Liuksiala – 33 point i 42 kampe
- Ludwig Blomstrand – 31 point i 39 kampe
- Eero Savilahti – 17 point i 28 kampe
- Hugo Gabrielson – 26 point i 44 kampe
- Felix Olsson – 24 point i 47 kampe

## Kendte tidligere spillere
Spillere med pensionerede trøjenumre i Liljas Arena:
- Fredrik Olausson, der vandt Stanley Cup med Detroit Red Wings i 2002
- Björn "Böna" Johansson, back med over 100 landskampe og fem VM-medaljer for Tre Kronor
- Åke Elgström, storvokset back som spillede 20 sæsoner og over 500 kampe for klubben
- Jonny Ågren, offensiv profil i 00’erne med over 600 kampe og 450 point for Nybro

Den danske landsholdsforward Jesper Jensen er født i Nybro og har fået sin ishockeyopvækst i Nybro Vikings' ungdomsafdeling.

## Supportere
Den officielle supporterklub, Viking Support, har i mange år støttet holdet både hjemme og ude.